# Nikolay Kuznetsov
Nikolay Władimirowicz Kuznetsov (ros. Николай Владимирович Кузнецов; ur. 29 grudnia 1976 w Związku Radzieckim) – estoński filolog i tłumacz pochodzenia komi-zyriańskiego.

## Życiorys
W listopadzie 1994 roku wyjechał z Rosji do Estonii na studia i został przyjęty na wydział filozofii Uniwersytetu w Tartu jako stypendysta Programu narodów pokrewnych Estonii. Dyplom bakałarza otrzymał w roku 2000, a tytuł magistra uzyskał w 2002 roku. Pracę doktorską, poświęconą przypadkom języka komi i pisaną w języku rosyjskim pod kierunkiem Tõnu Seilenthala, obronił na tejże uczelni w grudniu 2012. Pracuje tamże jako wykładowca języków ugrofińskich. Jest członkiem komitetu redakcyjnego czasopisma Sator.